# Seleuș (gmina Daneș)
Seleuș – wieś w Rumunii, w okręgu Marusza, w gminie Daneș. W 2011 roku liczyła 1933 mieszkańców.